# Albert (prémétro de Bruxelles)
Pour les articles homonymes, voir Albert.
Albert est une station du prémétro de Bruxelles desservie par les lignes 4, 10 et 18 du tramway de Bruxelles située à Bruxelles, sur les communes de Saint-Gilles et Forest.
La station devint le terminus sud de la ligne 3 du métro de Bruxelles en 2025.

## Situation
La station est située sous la place Albert et l'avenue Albert dont elle tire son nom.
Extrémité sud de l'axe nord-sud du prémétro de Bruxelles, elle est située entre les stations Horta et Berkendael des lignes 4 et 10 ; elle est aussi le terminus nord de la ligne 18 du tramway de Bruxelles.

## Histoire
La station Albert est ouverte depuis le 3 décembre 1993.
Dans le cadre de la transformation de la station de métro Albert pour le futur projet de la ligne 3 du métro de Bruxelles, les premiers travaux préparatoires démarrèrent fin 2019 avec le déplacement des égouts, conduites et réseaux souterrains.
À partir du 31 août 2020, la ligne 51 est complètement déviée entre les arrêts Albert et Globe, y compris la trémie et le quai spécifique au tram 51 à Albert. Cette déviation, qui comporte la création d'une ligne de bus spécifique (70) est censée prendre fin en 2022.
La ligne de tramway 51 est coupée en deux tronçons pour cause de travaux à partir du 5 novembre 2022, la station Albert n'est plus desservie.
Le 28 août 2023, le terminus réaménagé de la ligne 51 ouvre au public. À cette occasion, le tronçon Albert - Van Haelen de la ligne 51 devient la ligne 18.

## Service aux voyageurs

### Accès
La station compte trois accès :
- Accès no 1 : au sud de la place Albert, fermé pour travaux ;
- Accès no 2 : au nord de la place Albert à l'angle avec la chaussée d'Alsemberg (accompagné d'un escalator) ;
- Accès no 3 : à l'est de la place Albert à l'angle avec l'avenue Albert (accompagné d'un escalator).

La station a été construite pour avoir deux niveaux, pour le croisement de deux lignes de métro :
- À l'étage inférieur, deux quais (inutilisés, dont celui qui était utilisé par la ligne 51 vers Uccle) sont au gabarit métro avec un quai surbaissé pour permettre l'accès au tram. Ces derniers sont en cours de transformation pour accueillir le terminus de la ligne 3 du métro. Les deux autres quais (utilisés par les lignes 4 et 10) de l'étage inférieur sont plus bas, plus étroits, et uniquement accessibles aux trams. Lors de la conversion en métro, ces quais seront désaffectés ;
- À l'étage supérieur, mezzanine, un vaste espace est aménagé : il accueille la station terminus de la ligne 18 ;
- La trémie de sortie des lignes 4 et 10 est prévue pour pouvoir donner accès aux futurs quais de la mezzanine, situés plus haut.

### Quais

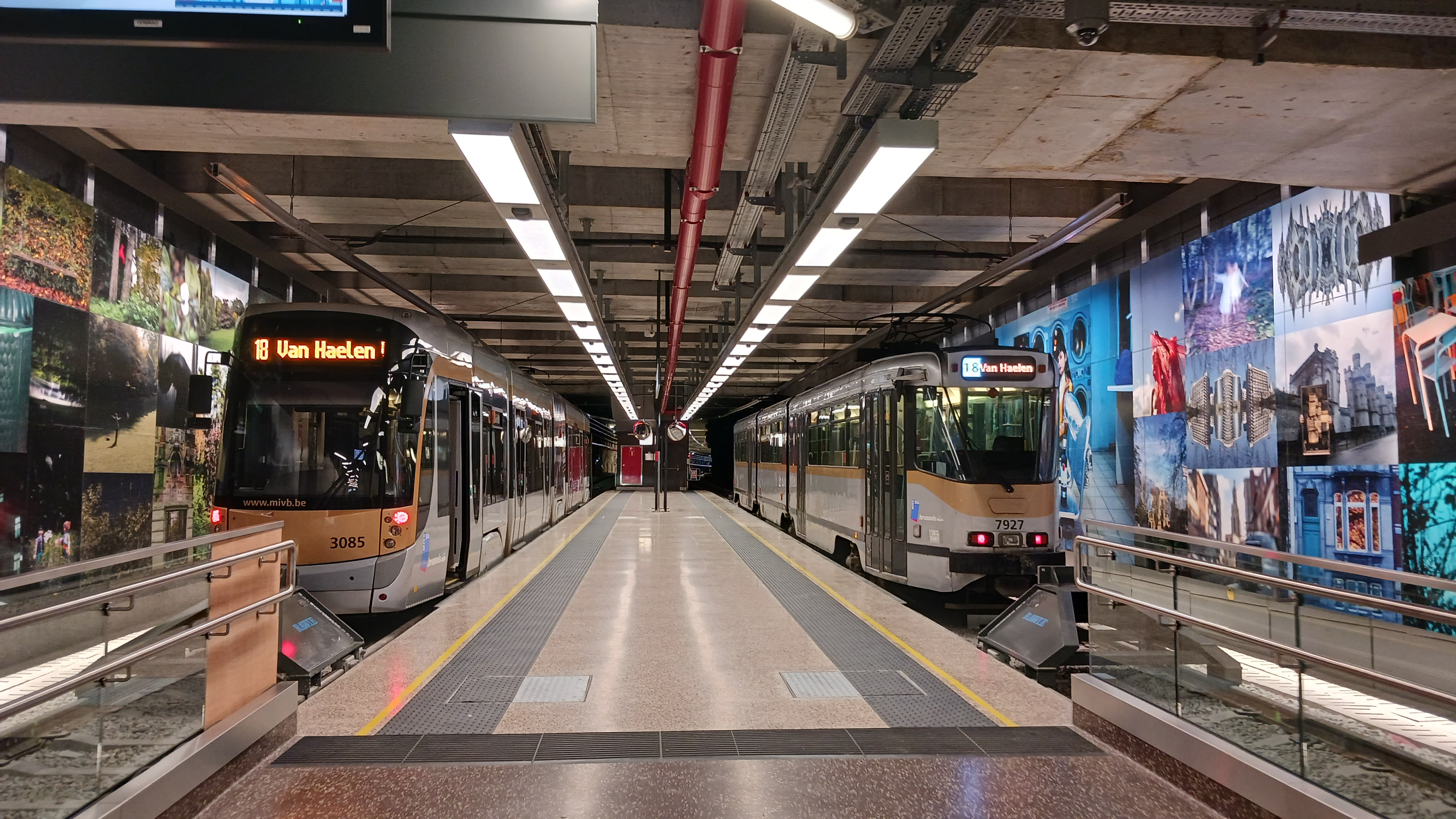
Le terminus de la ligne 18

La station est de conception particulière puisque constituée d'un total de cinq quais :
- au nord, le quai des lignes 4 et 10 en direction du nord ;
- au sud-est, le quai des lignes 4 et 10 en direction du sud ;
- au sud-ouest, au niveau inférieur, deux quais face-à-face inutilisés, en cours de conversion pour accueillir le terminus du métro ;
- au sud-ouest, au niveau supérieur, un quai central accueillant le terminus de la ligne 18.

### Intermodalité
La station est desservie par les lignes 37, 48 et 54 des autobus de Bruxelles et, la nuit, par la ligne N11 du réseau Noctis.

## Réaménagement dans le cadre de la ligne 3 du métro
La station deviendra en 2025 le terminus sud de la ligne 3 du métro de Bruxelles et un important pôle multimodal pour le sud bruxellois. La station sera rénovée et réaménagée afin d'affecter le niveau -2 au métro, à la place des quais de tramways actuels, et le niveau -1 occupé actuellement par la salle des billets au futur terminus des lignes de tramway 4 et 18 et, à terme, de la ligne 7.

## À proximité
- Atelier de sculpture de Jacques Sermon et Henri Pletinckx
- École Rodenbach
- Maison Nelissen
- Parc de Forest
- Parc Duden
- Prison de Saint-Gilles